# Chaerophyllum macropodum
Chaerophyllum macropodum är en flockblommig växtart som beskrevs av Pierre Edmond Boissier. Chaerophyllum macropodum ingår i släktet rotkörvlar, och familjen flockblommiga växter. Inga underarter finns listade i Catalogue of Life.